# 亚历山大·彼得罗维奇·伊兹沃尔斯基
亚历山大·彼得罗维奇·伊兹沃尔斯基（俄语：Алекса́ндр Петро́вич Изво́льский，1856年3月6日（18日）—1919年8月16日），是俄国的外交官、政治家，曾担任驻俄国外交大臣，1907年8月31日，与亚瑟·尼科尔森签订《英俄條約》。